# Liam Green
Liam Green (sinh ngày 27 tháng 8 năm 1985 in Grimsby, Anh) là một cầu thủ bóng đá người Anh.
Green bị giải phóng bởi Doncaster Rovers vào tháng 5 năm 2007. He ký hợp đồng với Boston United vào tháng 7 năm 2007.